# Twierdzenie o liczbach pierwszych

Wykresy funkcji oraz dla

Twierdzenie o liczbach pierwszych, PNT (ang. prime number theorem) – twierdzenie opisujące asymptotyczny rozkład liczb pierwszych pośród liczb naturalnych. Jest ono jednym z najważniejszych wyników teorii liczb.

## Treść twierdzenia
Niech {\displaystyle \pi (x)} będzie funkcją liczącą liczby pierwsze nie większe od {\displaystyle x.} Na przykład {\displaystyle \pi (10)=4,} ponieważ są cztery liczby pierwsze (2, 3, 5 i 7) mniejsze lub równe 10. Twierdzenie o liczbach pierwszych mówi, że {\textstyle {x}/{\log x}} jest dobrym przybliżeniem {\displaystyle \pi (x)} (gdzie {\displaystyle \log } oznacza logarytm naturalny). Formalnie, granica funkcji będącej ilorazem {\displaystyle \pi (x)} i {\displaystyle x/\log x} dla {\displaystyle x} dążącego do nieskończoności jest równa 1,
{\displaystyle \lim _{x\to \infty }{\frac {\pi (x)\log x}{x}}=1.}
Twierdzenie w pierwotnej formie nie opisuje zachowania różnicy funkcji {\displaystyle \pi (x)} i {\textstyle x/\log x} dla {\displaystyle x} dążącego do nieskończoności. W zamian, zgodnie z twierdzeniem {\displaystyle x/\log x} przybliża {\displaystyle \pi (x)} w znaczeniu, że błąd względny dla tego przybliżenia dąży do 0 dla {\displaystyle x} dążącego do nieskończoności.

## Równoważne sformułowania
Choć treść twierdzenie sama w sobie opisuje jedynie zachowanie funkcji {\displaystyle \pi (x),} można je przeformułować na wiele różnych sposobów, z wykorzystaniem różnych innych funkcji.

### n{\displaystyle n}-ta liczba pierwsza
Treść twierdzenia o liczbach pierwszych jest równoważna relacjom
{\displaystyle \lim _{x\to \infty }{\frac {\pi (x)\log \pi (x)}{x}}=1}
oraz
{\displaystyle \lim _{n\to \infty }{\frac {p_{n}}{n\log n}}=1,}
gdzie {\displaystyle p_{n}} oznacza {\displaystyle n}-tą liczbę pierwszą.
Pierwsza zależność sama w sobie nie jest szczególnym krokiem w stronę dowodu PNT, ale stanowi krok pomiędzy wykazaniem równoważności {\displaystyle \pi (x)\sim x/\log x,} a {\displaystyle p_{n}\sim n\log n.}

### Funkcje Czebyszewa
Niech
{\displaystyle \vartheta (x)=\sum _{p\leqslant x}\log p}
będzie pierwszą funkcją Czebyszewa, a
{\displaystyle \psi (x)=\sum _{n\leqslant x}\Lambda (n)}
będzie drugą funkcją Czebyszewa (gdzie {\textstyle \Lambda } oznacza funkcję von Mangoldta). Można wykazać, że twierdzenie o liczbach pierwszych jest równoważne granicom
{\displaystyle \lim _{x\to \infty }{\frac {\vartheta (x)}{x}}=0}
oraz
{\displaystyle \lim _{x\to \infty }{\frac {\psi (x)}{x}}=0.}

### Funkcja Mertensa
Przez {\displaystyle M(x)} oznaczmy funkcję Mertensa, daną jako
{\displaystyle M(x)=\sum _{n\leqslant x}\mu (n),}
gdzie {\displaystyle \mu } oznacza funkcję Möbiusa.
Twierdzenie o liczbach pierwszych jest równoważne relacji
{\displaystyle \lim _{x\to \infty }{\frac {M(x)}{x}}=0.}

### Funkcja Liouville’a
Niech
{\displaystyle L(x)=\sum _{n\leqslant x}\lambda (n)}
będzie funkcją sumującą funkcję Liouville’a {\displaystyle \lambda (n)} (równą {\displaystyle (-1)^{e_{1}+\ldots +e_{k}}} dla {\displaystyle n} o rozkładzie {\displaystyle p_{1}^{e_{1}}\cdot \ldots \cdot p_{k}^{e_{k}}}).
PNT jest równoważne granicy
{\displaystyle \lim _{x\to \infty }{\frac {L(x)}{x}}=1.}

## Dowód

### Dowód w oparciu o funkcję zeta
Klasyczny dowód analityczny twierdzenia o liczbach pierwszych przeprowadza się korzystając z własności funkcji zeta Riemanna. Poniższy dowód pochodzi z wykładu Terence'a Tao z analitycznej teorii liczb.
Twierdzenie o liczbach pierwszych jest równoważne granicy
{\displaystyle \lim _{x\to \infty }{\frac {\psi (x)}{x}}=1}
dla {\displaystyle \psi } będącej drugą funkcją Czebyszewa. Zdefiniujmy funkcję {\displaystyle \zeta } jako zbieżny szereg
{\displaystyle \zeta (s)=\sum _{n=1}^{\infty }{\frac {1}{n^{s}}}}
na półpłaszczyźnie {\displaystyle \Re (s)>1} oraz jako jej przedłużenie analityczne na reszcie płaszczyzny zespolonej. Funkcja {\displaystyle \zeta } ma iloczyn Eulera
{\displaystyle \zeta (s)=\prod _{p}\left(1-{\frac {1}{p^{s}}}\right)^{-1}},
gdzie {\textstyle \prod _{p}} oznacza iloczyn po wszystkich liczbach pierwszych. Stąd
{\displaystyle \zeta (s)^{-1}=\prod _{p}\left(1-{\frac {1}{p^{s}}}\right)=\sum _{n=1}^{\infty }{\frac {\mu (n)}{n^{s}}}},
gdzie {\displaystyle \mu } jest funkcją Möbiusa. Funkcja {\displaystyle \zeta } ma pochodną równą
{\displaystyle \zeta '(s)=-\sum _{n=1}^{\infty }{\frac {\log n}{n^{s}}}},
zbieżną na {\displaystyle \Re (s)>1}. Stąd, korzystając ze splotu Dirichleta, możemy zapisać
{\displaystyle {\frac {\zeta '(s)}{\zeta (s)}}=\sum _{n=1}^{\infty }{\frac {(-\log \;*\;\mu )(n)}{n^{s}}}=\sum _{n=1}^{\infty }{\frac {\Lambda (n)}{n^{s}}}},
gdzie {\displaystyle \Lambda } to funkcja von Mangoldta. Aby obliczyć sumę cząstkową {\textstyle \psi (x)=\sum _{n\leqslant x}\Lambda (n)}, skorzystamy ze wzoru Perrona. Mamy
{\displaystyle \psi _{0}(x)={\frac {1}{2\pi i}}\lim _{T\to \infty }\int _{1-iT}^{1+iT}{\frac {\zeta '(s)}{\zeta (s)}}{\frac {x^{s}}{s}}ds},
gdzie {\displaystyle \psi _{0}(x)=\psi (x)} dla {\displaystyle x} niecałkowitych oraz {\textstyle \psi _{0}(x)=\psi (x)-{\frac {1}{2}}\Lambda (x)} dla {\displaystyle x} całkowitych (wykazanie {\displaystyle \psi (x)\sim x} jest równoważne z wykazaniem {\displaystyle \psi _{0}(x)\sim x}). Z powyższego wzoru możemy odczytać zależność
{\displaystyle \psi _{0}(x)=x-\log(2\pi )-\sum _{\rho _{t}}{\frac {x^{\rho _{t}}}{\rho _{t}}}-\sum _{\rho }{\frac {x^{\rho }}{\rho }}},
gdzie {\textstyle \sum _{\rho _{t}}} i {\textstyle \sum _{\rho }} są odpowiednio sumami po wszystkich trywialnych i nietrywialnych miejscach zerowych funkcji {\displaystyle \zeta }. Z równania funkcyjnego funkcji {\displaystyle \zeta } Riemanna wiemy, że zerami trywialnymi są {\displaystyle -2,-4,-6,\;\ldots }, więc jest to szereg potęgowy
{\displaystyle \sum _{\rho _{t}}{\frac {x^{\rho _{t}}}{\rho _{t}}}=-\sum _{n=1}^{\infty }{\frac {x^{-2n}}{2n}}=\log \left(1-{\frac {1}{x^{2}}}\right)},
a stąd
{\displaystyle \psi _{0}(x)=x-\log(2\pi )-\log \left(1-{\frac {1}{x^{2}}}\right)-\sum _{\rho }{\frac {x^{\rho }}{\rho }}}.
Pozostała część dowodu, ze względu na pozostałą sumę {\textstyle \sum _{\rho }}, polega na udowodnieniu, że funkcja {\displaystyle \zeta } nie ma żadnych miejsc zerowych na prostej {\displaystyle \Re (s)=1}.

### Dowód elementarny
W pierwszej połowie XX wieku niektórzy matematycy (m.in. G.H. Hardy) uważali, że istnieje hierarchia metod dowodzenia matematycznego, zależna od rodzaju liczb (całkowite, rzeczywiste, zespolone), które są używane w dowodzie. Twierdzenie o liczbach pierwszych jest „głębokie” w rozumieniu, że wymaga analizy zespolonej. To przekonanie zostało podważone przez dowód twierdzenia o liczbach pierwszych wykorzystujący twierdzenie Weinera. Nie ma ścisłej i powszechnie akceptowanej definicji „dowodu elementarnego” w teorii liczb. Jedna z definicji mówi, iż jest to dowód, który może zostać przeprowadzony, wykorzystując aksjomaty Peano. Istnieją twierdzenia w teorii liczb (np. twierdzenie Parisa-Harringtona), które można udowodnić, używając metod arytmetyki drugiego rzędu, ale nie pierwszego rzędu, jednak są one rzadkie.
W marcu 1948 roku Atle Selberg udowodnił, używając elementarnych metod, asymptotyczną zależność
{\displaystyle \vartheta (x)\log(x)+\sum _{p\leqslant x}\log(p)\ \vartheta \left({\frac {x}{p}}\right)=2x\log(x)+O(x)}
dla liczb pierwszych {\displaystyle p}. Do lipca tegoż roku, Selberg i Paul Erdős niezależnie uzyskali elementarny dowód twierdzenia o liczbach pierwszych, używając powyższego wzoru Selberga jako punkt wyjścia. Te dowody ostatecznie zaprzeczyły poglądowi, że twierdzenie o liczbach pierwszych jest „głębokie” i pokazały, że technicznie elementarne metody są silniejsze niż sądzono. 
W 2021 r. Florian K. Richter udowodnił elementarnie, że dla każdej ograniczonej funkcji arytmetycznej {\displaystyle f} zachodzi relacja
{\displaystyle {\frac {1}{N}}\sum _{n\leqslant N}f(\Omega (n)+1)={\frac {1}{N}}\sum _{n\leqslant N}f(\Omega (N))+o(1),}
gdzie {\displaystyle \Omega (n)} oznacza liczbę dzielników pierwszych {\displaystyle n,} liczonych wraz z wielokrotnościami {\displaystyle (\Omega (p_{1}^{e_{1}}\cdot \ldots \cdot p_{k}^{e_{k}})=e_{1}+\ldots +e_{k}).} Podstawiając za {\displaystyle f} funkcję Liouville’a, udowodnił twierdzenie równoważne PNT.

### Inne dowody
W 1994 roku Charalambos Cornaros i Costas Dimitracopoulos udowodnili twierdzenie o liczbach pierwszych, używając tylko {\displaystyle I\Delta _{0}+\exp }, systemu formalnego, który jest słabszy od aksjomatyki Peano.

## Weryfikacja komputerowa
W 2005 roku Avigad et al. użyli Isabelle do stworzenia weryfikowalnego komputerowo dowodu twierdzenia o liczbach pierwszych autorstwa Erdősa i Selberga. Była to pierwsza próba komputerowego dowiedzenia twierdzenia o liczbach pierwszych. Avigad wybrał do sformalizowania dowód autorstwa Erdősa i Selberga, a nie analityczny dowód, gdyż co prawda biblioteka Isabelle wtedy potrafiła implementować granice funkcji, pochodne i funkcje przestępne, jednak nie zawierała rachunku całkowego.
W 2009 roku John Harrison wykorzystał HOL Light do sformalizowania dowodu wykorzystującego analizę zespoloną.